# 坂野惇子
坂野 惇子（ばんの あつこ、1918年4月11日 - 2005年9月24日）は、日本の実業家。アパレルメーカーファミリア創業者として知られる人物である。

## 人物
1918年4月11日、兵庫県神戸市出身で、父はレナウン創業者で昭和時代に貴族院議員を務めた佐々木八十八。
1931年に甲南高等女学校に入学、1936年に甲南高等女学校を卒業。東京市へ上京し、東京女学館高等科の聴講生として学んでいる。
1940年、惇子は坂野兼通（山口銀行総理事）の子息、坂野通夫と結婚し、1943年に長女を出産した。その際に外国人専門の乳幼児看護師から外国式の育児法を教示される。
第二次世界大戦の進行と共に夫が大日本帝国海軍の軍属としてインドネシアに赴任。惇子も神戸大空襲などもあり、岡山県へ疎開し、そこで終戦を迎えた。
終戦後世情が一変し、新円切替を受けた預金封鎖や富裕層への課税などを受けて惇子の実家の佐々木家も別荘などを手放す。生活のあてもなく途方に暮れていた時に、沖縄戦から復員してきた知人の尾上清（後のレナウン社長）から「お嬢さん生活じゃダメだよ。自分の手で働く、一労働者にならんといかんね」と言われ、働く事にする。
1947年に自宅で手芸教室を開く。ある日自身が所有していたハイヒールを神戸三宮センター街のモトヤ靴店に売りに行った際店主が惇子お手製の刺繍品を目にし、「陳列棚を用意するから、手作業の品物を売ってみませんか」と提案され、店を開くように言われる。惇子は女学校時代の友人であった田村江つ子、江つ子の義姉の田村光子、坂野夫妻と交流のあった村井ミヨ子の3人に声をかけ、4人で翌年(1948年)に「ベビーショップ・モトヤ」を神戸・三宮のモトヤ靴店の一角を利用して開業した。
1950年、「良心的な育児用品を、子供と母親の立場で作りたい」との思いを込めてベビーショップ・ファミリアを創業。ベビー服・子供服を中心に事業を展開、当時社長だった清水雅など阪急百貨店の協力により梅田本店（大阪）と数寄屋橋阪急（東京、2012年閉鎖）に直営店をオープンさせるなどした。また皇太子妃美智子が1959年に第1子を懐妊した際には宮中より仕度を仰せつかった。
1976年に東京・銀座に子供百貨店「銀座ファミリア」を開店。1986年には経済同友会に入会。1992年にファミリア会長、1998年に名誉会長にそれぞれ就任した。また母校の甲南女子学園の評議員を1979年から1984年まで務めた。
2005年9月24日午前4時10分、心不全の為に神戸市中央区の病院にて逝去。87歳没。